# Bergbieten
Bergbieten – miejscowość i gmina we Francji, w regionie Grand Est, w departamencie Dolny Ren.
Według danych na rok 1990 gminę zamieszkiwało 459 osób, 108 os./km².